# Friedrich Specht (Tiermaler)

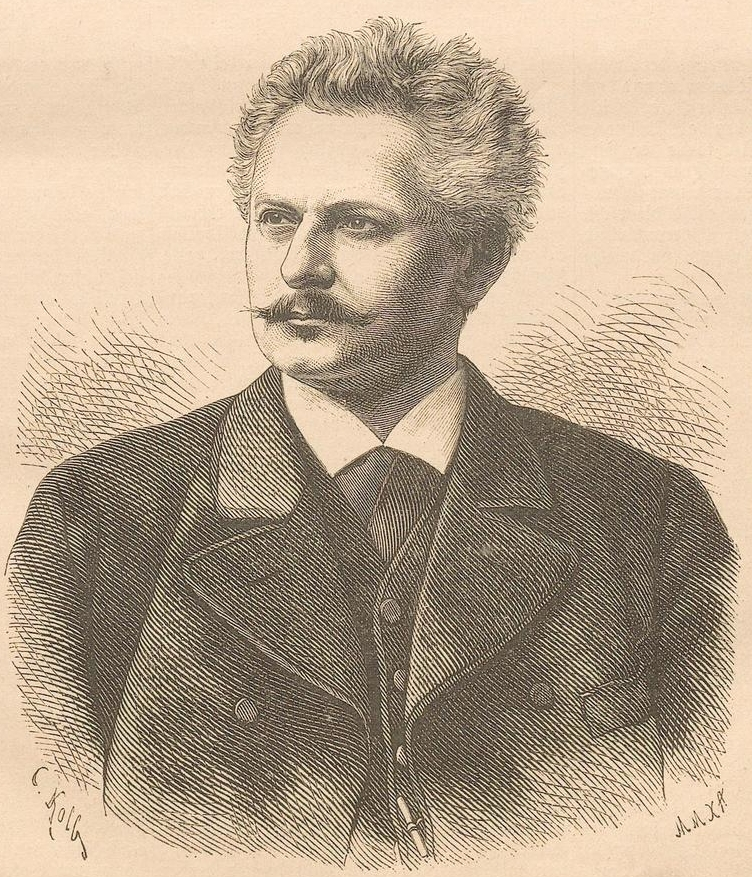
Friedrich Specht
Beilage zum Darmstädter Tagblatt, Nr. 5/1892

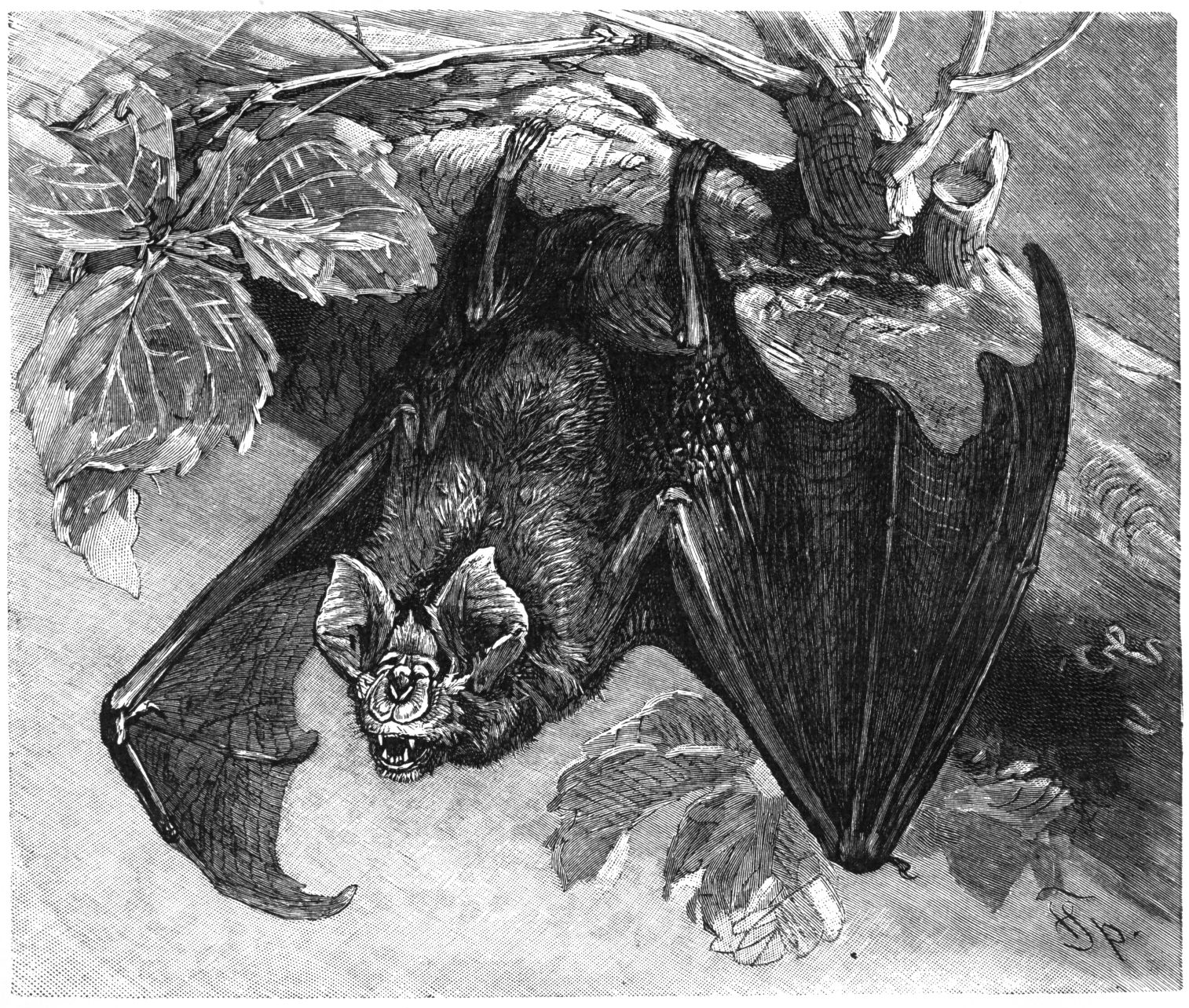
Große Hufeisennase, gezeichnet von Friedrich Specht

Friedrich Specht (* 6. Mai 1839 in Lauffen am Neckar; † 12. Juni 1909 in Stuttgart) war ein deutscher Tiermaler, Bildhauer und Lithograf. 

## Leben
Specht war der älteste Sohn des Seilermeisters Jakob Friedrich Specht. Der Vater wanderte 1854 in die USA aus, die Mutter blieb zurück und verdiente als Hebamme ihren Lebensunterhalt. Für seine künstlerische Ausbildung war der Kontakt mit dem Biberacher Tiermaler Anton Braith aus Biberach sehr wertvoll. 
Specht erhielt eine Ausbildung an der Kunstschule zu Stuttgart. Als Tier- und Landschaftsmaler illustrierte er vor allem zoologische Werke und Tierbücher.
Er war der führende Illustrator der dritten Auflage von Brehms Tierleben. Seine Brüder waren der Holzschneider Carl Gottlob Specht und der Tiermaler August Specht.
Für Adolf Gnauth modellierte er den Löwenkopf an dessen Kriegerdenkmal 1870/71 auf dem Stuttgarter Fangelsbachfriedhof. Das Denkmal wurde 1874 errichtet. Es hat sich nicht erhalten. 